# Allan Michaelsen
Allan Michaelsen (Copenaghen, 2 novembre 1947 – 2 marzo 2016) è stato un calciatore danese, di ruolo centrocampista.

## Palmarès

### Club
- Campionato danese: 1

B 1903: 1969

### Individuale
- Calciatore danese dell'anno: 1

1969